# Phasia chilensis
Phasia chilensis là một loài ruồi trong họ Tachinidae.